# Katolikus nagygyűlés
A katolikus nagygyűlés egy ország vagy országrész katolikusainak összejövetele időszerű egyházi és társadalmi kérdések tudatosítására és megoldására. Magyarországon 1894-ben rendezték meg az első fővárosi katolikus nagygyűlést, ez volt az előzménye az országos katolikus nagygyűléseknek. 1900 és 1943 között összesen 31 országos katolikus nagygyűlést szerveztek, két kivételtől eltekintve valamennyit Budapesten. 1933-ig a nagygyűléseket az Országos Katolikus Szövetség, attól kezdve az Actio Catholica szervezte. 

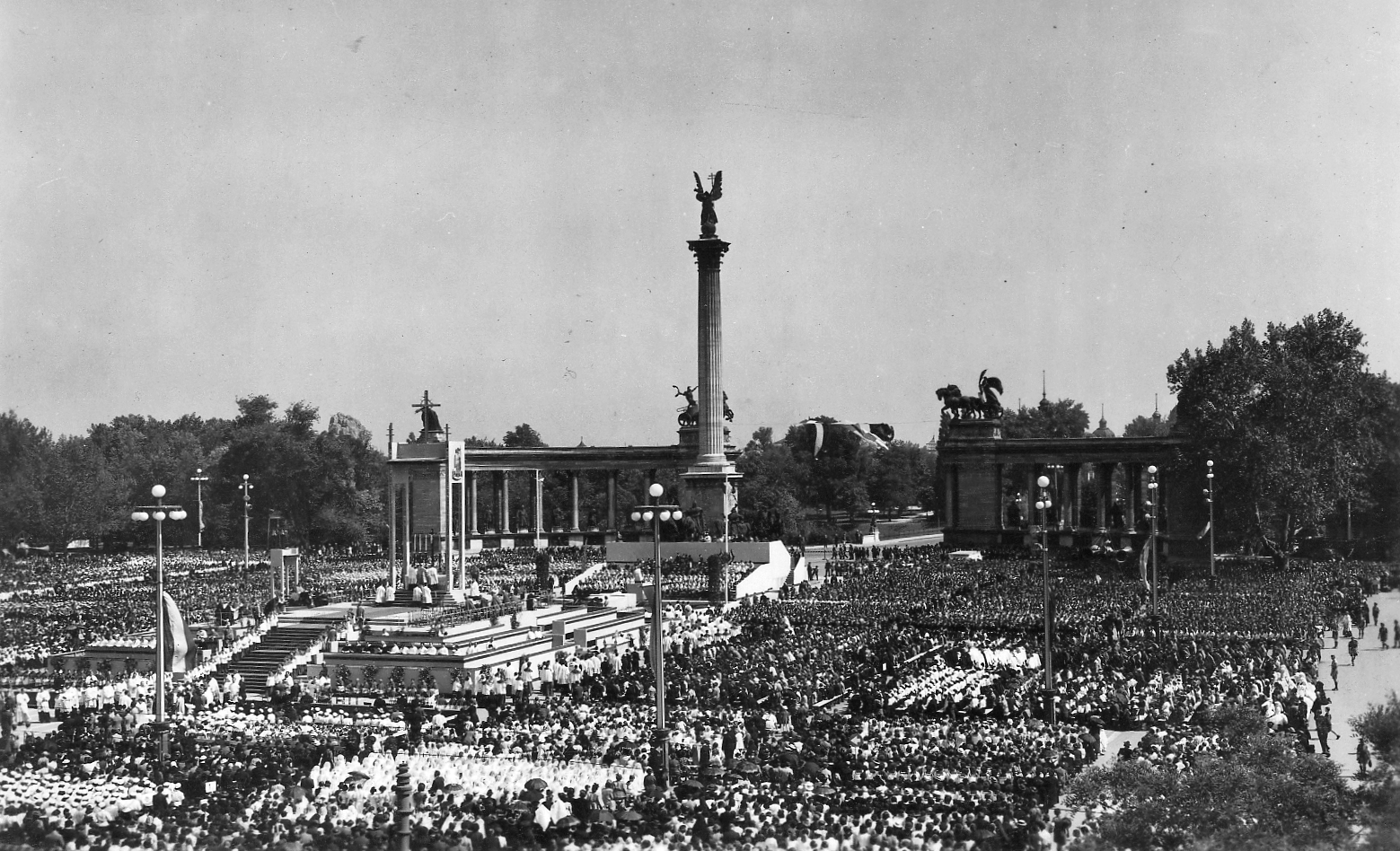
Az 1939. májusban rendezett XXVIII. Országos Katolikus Nagygyűlés a Hősök terén.

Az egyes nagygyűlések programját egyházi szertartások (szentmise, szentségimádás, körmenet), a kor jeles szónokainak az úgynevezett nyilvános üléseken tartott előadásai és – 1923-ig, illetve 1933 és 1935 között – szakosztályi tanácskozások alkották. Ez utóbbiakon a szakértők beterjesztette határozati javaslatokról (a katolikusok által követendő társadalmi célkitűzésekről) a résztvevők érdemi vitát folytathattak. A nagygyűlések programjához társultak néhány év után különböző katolikus szervezetek gyűlései. A nagygyűlések jelentőségét mutatják, hogy a korabeli filmhíradókban is beszámoltak róluk.

## Kialakulása és elterjedése Európában
A XIX. században uralomra jutó politikai ideológia, a liberalizmus célul tűzte ki az állam és egyház szétválasztását. A szeparáció sok konfliktust eredményezett – különösen a katolikus egyházzal -, melyet német mintára kultúrharcnak is szokás nevezni. Az antiklerikális (egyházellenes) politikára adott válaszként kezdték szervezni a katolikus nagygyűléseket, elsőként a németországi Mainzban 1848-ban. A német példát több európai ország, Belgium, Ausztria, Svájc és Magyarország is követte.

## A katolikus nagygyűlések meghonosodása Magyarországon
A magyar katolikusok az Ausztriában rendezett német nagygyűlések révén ismerkedtek meg először ezzel a rendezvénytípussal. Eleinte óvatos távolságtartással fogadtak, de idővel, a németországihoz hasonló kihívások magyarországi megjelenésével egyre inkább követendő mintaként tekintettek rá. Az egyházi elit egyes csoportjainak részéről már az 1860-as években felmerült a világi katolikusok mozgósításának igénye és ezzel a nagygyűlések meghonosításának terve, ám ezt végül csak évtizedekkel később sikerült valóra váltani. Az 1890-es évek egyházpolitikai küzdelmeinek hatására és XIII. Leó pápa sürgetésére a magyar püspökök félretették korábbi aggályaikat, és előbb regionális összejövetelekbe egyeztek bele, majd azok sikerét látva 1894-ben egy fővárosi nagygyűlés megrendezésébe is. A budapesti tiltakozó nagygyűlés szervezői (köztük Zichy Nándor) ugyanakkor még nem tudták az intézményesülés útjára terelni a kezdeményezést, csak 1900-ban indult útjára a rendszeresen megtartott országos nagygyűlések sorozata.

## Országos katolikus nagygyűlések a dualizmus korában

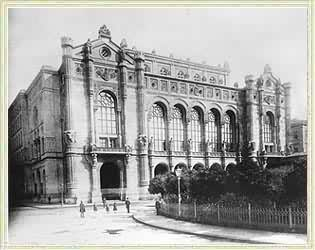
A székesfővárosi Vigadó, a nyilvános ülések helyszíne

1900 és 1913 között összesen 12 országos katolikus nagygyűlést szervezett a Magyarországi Katolikus Egyesületek Országos Szövetsége, amely 1902-ben Magyarországi Katolikus Egyesületek Országos Szövetsége, 1908-ben az Országos Katolikus Szövetség nevet vette fel. A dualizmuskori országos katolikus nagygyűléseket a korszakban domináns liberalizmussal és az erősödő szociáldemokráciával való szembenállás jellemezte. A nagygyűlések kezdetben csak szerény közönséget tudtak vonzani, részben a meglehetősen drága belépti díjak és a helyszínként szolgáló Vigadó befogadóképessége miatt. Eleinte az egyházi vezetés sem támogatta egyértelműen: a püspökök közül csak kevesen vettek részt az első gyűléseken és a hercegprímás szerepe formális maradt, bár ebben Vaszary Kolos esztergomi érsek óvatossága mellett betegsége is szerepet játszhatott. A világi értelmiség részvétele csak lassan erősödött, a vidéki katolikusság pedig lényegében távol maradt. Ezért két alkalommal kísérletet tettek arra, hogy német mintára valamelyik vidéki város (1907-ben Pécs, 1909-ben Szeged) szolgáljon helyszínként. Ezek a rendezvények alapvetően sikeresek voltak, mert tízezres tömegeket vonzottak.

## Országos katolikus nagygyűlések a Horthy-korszak első felében (1920-1932)

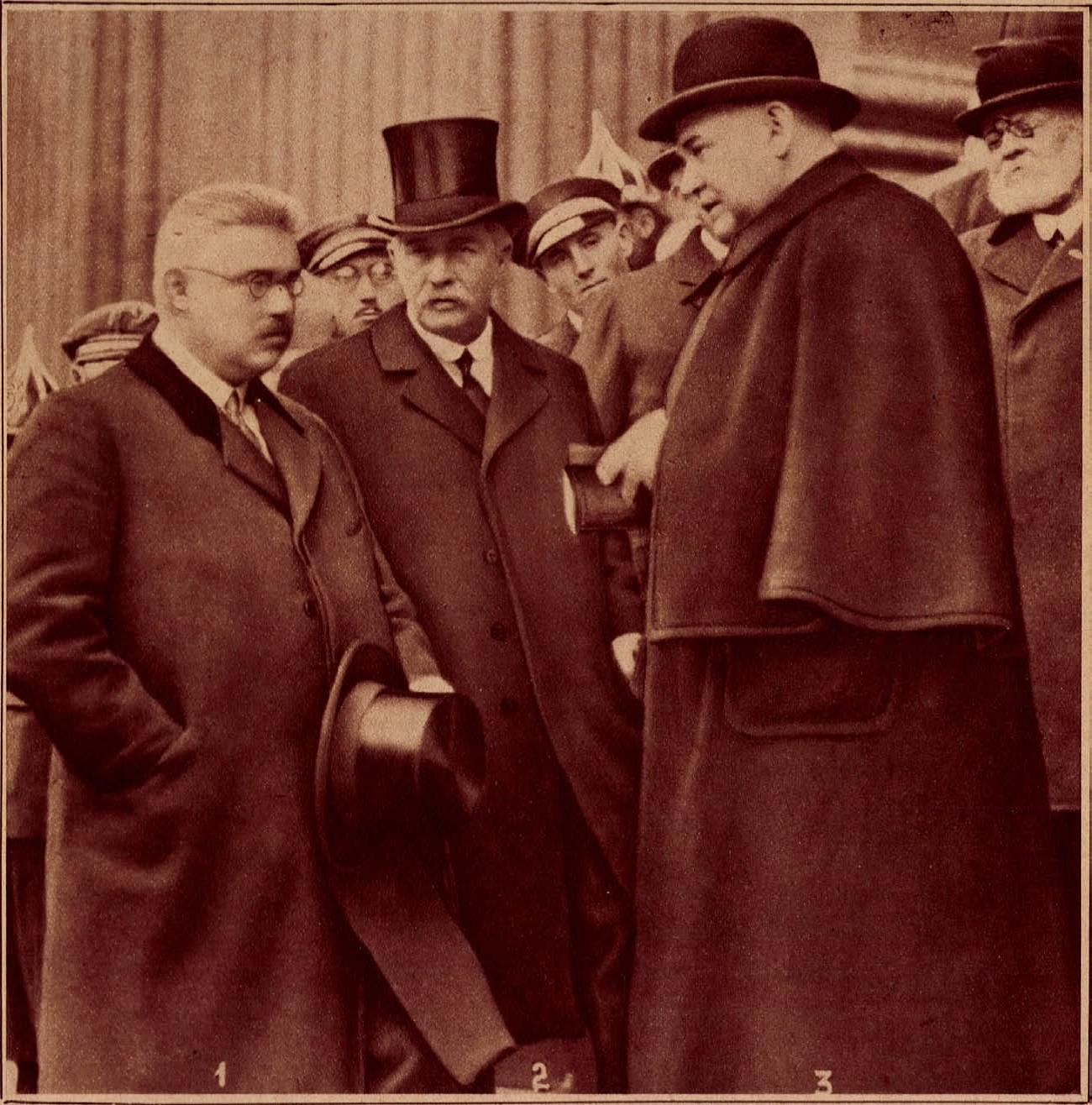
Huszár Károly(1) volt miniszterelnök, az országgyűlés alelnöke, gróf Zichy Aladár (2) felsőházi tag és Vass József (3) népjóléti miniszter távozik az 1927-es országos katolikus nagygyűlésről.

A Horthy-korszakban a katolikus nagygyűlések ellenzéki szerepe megszűnt, a szónokok nemigen vállalkoztak a katolikus egyház által támogatott keresztény-nemzeti kurzus kritikájára. Már csak azért sem, mert a szereplők egy része kapcsolódott a kormányhoz, így például a legtöbb rendezvényen valamelyik miniszter is beszédet mondott. A szónokok gyakran hangoztattak viszont – a korszakra jellemzően – a protestánsokkal kapcsolatos sérelmeket, például azt, hogy a katolikusok sem a költségvetési támogatásokból, sem a közhivatalokból nem részesülnek számarányuknak megfelelően. Az 1920-as évek rendezvényeinek karakterét azonban alapvetően meghatározta, hogy a szép szavakat ritkán követték tettek. A korszakban látványos változást hozott a dualizmus kori előzményekhez képest, hogy a nagygyűlések eucharisztikus körmenetein sikerült százezres tömegeket mozgósítani. A Szent István-bazilikától a Országházig vonuló körmenet ekkor vált az esemény leglátványosabb mozzanatává, az impozánssá váló külsőségek miatt már az augusztusi Szent Jobb-körmenettel vetekedett.

## Országos katolikus nagygyűlések a Horthy-korszak második felében (1933-1943)

Az 1934-es katolikus nagygyűlés megnyitója a Kerepesi úti ügetőpályán

1933-tól az országos katolikus nagygyűlések nagygyűlések szervezését az egy évvel korábban létrehozott Actio Catholica vette át a tényleges tevékenységét beszüntető Országos Katolikus Szövetségtől. Ez a változtatás egyértelművé tette az egyházi hierarchia vezető szerepét a nagygyűléseken, a programot ettől kezdve az esztergomi érsek, illetve a püspöki kar hagyta jóvá. A tematikát ebben az időszakban az egységesség jellemezte, a megszólalások sokszínűsége csökkent. A központi témát illusztrálták a mottók, amelyek egyúttal az Actio Catholica éves munkatervét is meghatározták. Ez utóbbi azt jelentette, hogy a nagygyűlések utáni időszakban is foglalkoztak az ott felvetett problémákkal, többek között az egyházközségekben a késő ősszel, illetve télen tartott népművelő előadásokon. A korszak nagygyűlésein – a katolikus egyházban is megnyilvánuló demokratizálási törekvések hatására – igyekeztek a tömegek felé nyitni azzal, hogy a vidékiek számára olcsóbbá, illetve szervezettebbé tették a fővárosba való felutazást, és a megnyitó szentmisét, valamint a megnyitó ülést szabadtéren tartották(1934-ben és 1936-ban az Ügetőn, 1935-ben a városligeti Iparcsarnok előtt, 1939-ben a Hősök terén). A világháború idején tartott nagygyűlések azonban (1941-1943) visszatértek a zárt falak közé.
| Sorszáma | Időpontja                      | Jelmondata                                                       |
| -------- | ------------------------------ | ---------------------------------------------------------------- |
| XXIV.    | 1933. október 7–11.            | Az Actio Catholica zászlóbontása                                 |
| XXV.     | 1934. szeptember 22–25.        | Krisztus és a család                                             |
| XXVI.    | 1935. szeptember 28–október 1. | Krisztus és a gyermek                                            |
| XXVII.   | 1936. október 3–6.             | Krisztus és a falu                                               |
| XXVIII.  | 1939. május (!) 18–21.         | Szent István országa                                             |
| XXIX.    | 1941. október 4–7.             | Mindnyájan Szent István országáért                               |
| XXX.     | 1942. október 2–8.             | Családmentés – nemzetmentés                                      |
| XXXI.    | 1943. október 1–6.             | Készítsük elő a magyar jövőt szeretettel, igazsággal és munkával |

## Nemzeti Mária Kongresszus

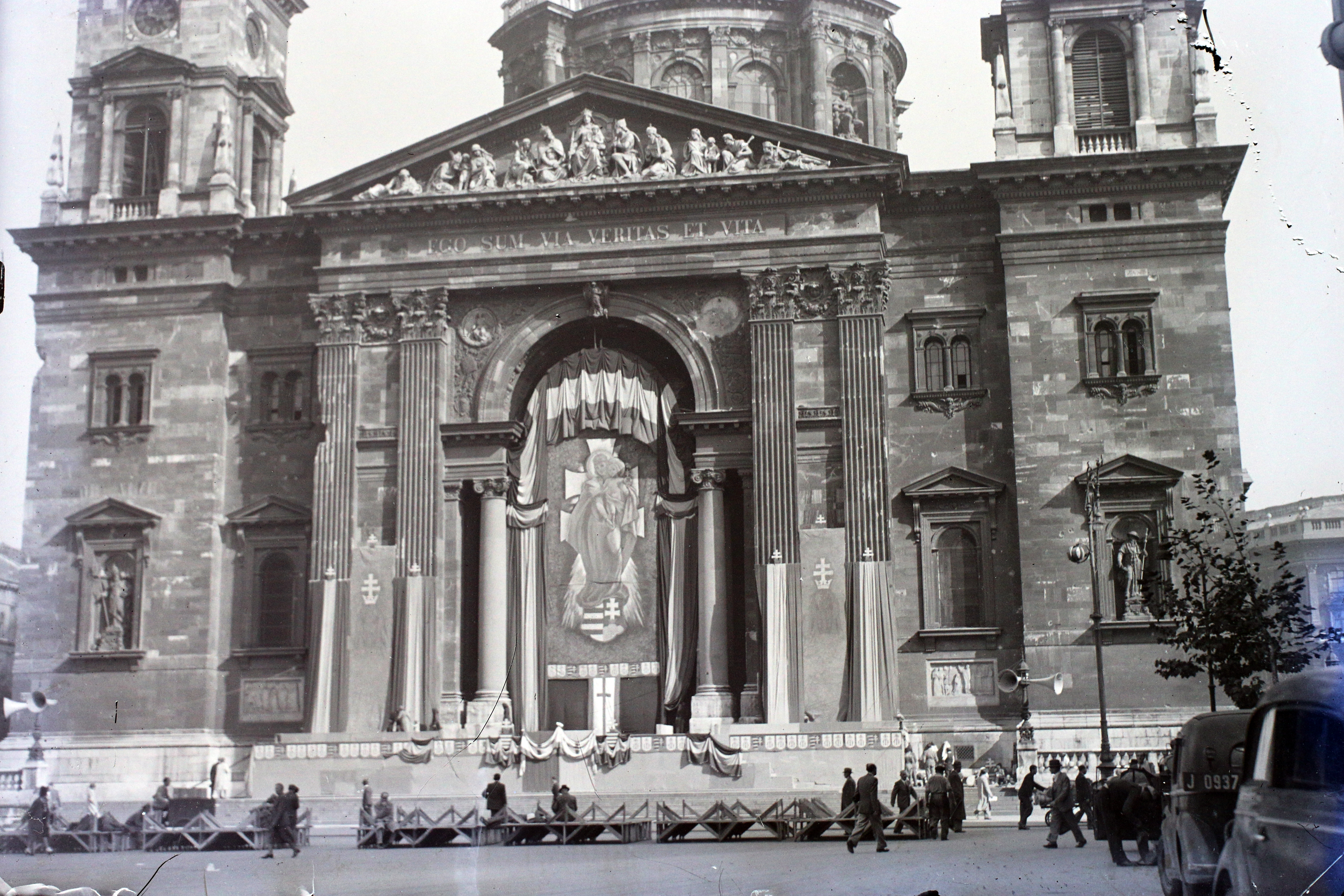
A Szent István-bazilika előtti tér, a Nemzeti Mária Kongresszus legfontosabb helyszíne

Az országos katolikus nagygyűlések folytatásának tekinthető az 1947 októberében megrendezett Nemzeti Mária Kongresszus. Ezt a nagygyűlések hagyományos őszi időpontjában rendezték meg és a program felépítése is sokban hasonlított azokéhoz. A Nemzeti Mária Kongresszuson azonban korabeli politikusok nem kaptak már szerepet és a beszédek jelentős része is hitbuzgalmi témájú volt. Ugyanakkor  több szónok, köztük Mindszenty József hercegprímás is reflektált a közélet eseményeire, a katolikus egyház egyre nehezedő helyzetére a kiépülő kommunista diktatúrában.